# 萩インターチェンジ
萩インターチェンジ（はぎインターチェンジ）は、山口県萩市椿にある山陰自動車道のインターチェンジである。
地域高規格道路である小郡萩道路（美祢市 - 萩市）も本IC付近を終点と位置づけているが、山陰自動車道と直接接続されるかは未定。。

## 道路
- E9 山陰自動車道

## 接続する道路
- 山口県道32号萩秋芳線（萩道路）
  - 事業中の小郡萩道路（絵堂萩道路）の終点となる予定

## 歴史
- 2011年9月23日 : 明石IC - 萩IC間開通に伴い供用開始[2]。
- 2021年度 : 大井・萩道路事業化[3]。

## 隣
E9 山陰自動車道（大井・萩道路）
萩IC - 萩東IC（仮称）（事業中）
E9 山陰自動車道（萩・三隅道路）
三見IC - 萩IC